# Parathyma fricula
Parathyma fricula är en fjärilsart som beskrevs av Hans Fruhstorfer. Parathyma fricula ingår i släktet Parathyma och familjen praktfjärilar. Inga underarter finns listade i Catalogue of Life.